# Публий Елий Пет (консул 201 пр.н.е.)
Вижте пояснителната страница за други личности с името Публий Елий Пет.
Публий Елий Пет (на латински: Publius Aelius Paetus; * 240 пр.н.е.; † 174 пр.н.е.) e римски политик от края на 3 век пр.н.е. и началото на 2 век пр.н.е.

## Биография
Син е на понтифекс Квинт Елий Пет и по-голям брат на Секст Елий Пет Кат (консул 198 пр.н.е.). Баща е на Квинт Елий Пет (консул 167 пр.н.е.).
През 204 пр.н.е. Публий Елий Пет става едил, 203 пр.н.е. претор. През 202 пр.н.е. е magister equitum. През 201 пр.н.е. Елий Пет е избран за консул заедно с Гней Корнелий Лентул. Елий Пет е децемвир в Самниум и Апулия.
През 199 пр.н.е. Елий Пет е цензор с колега Сципион Африкански и става авгур.
През 174 пр.н.е. Елий Пет умира от чума.